# 2017 FO161
2017 FO161 est un objet transneptunien de la famille des objets épars et une planète naine potentielle, ayant un diamètre estimé entre 450 km et 550 km.